# Rhynchina curvilinea
Rhynchina curvilinea är en fjärilsart som beskrevs av George Francis Hampson 1891. Rhynchina curvilinea ingår i släktet Rhynchina och familjen nattflyn. Inga underarter finns listade.